# سفارة إسرائيل لدى البحرين
سفارة إسرائيل لدى البحرين هي الممثلية الدبلوماسية العُليا لدولة إسرائيل لدى مملكة البحرين. أنشئت في 18 نوفمبر 2020 بعد زيارة وزير الخارجية البحريني عبد اللطيف الزياني إلى إسرائيل استكمالًا لبنود الاتفاق البحريني الإسرائيلي.